# La mà diabòlica
La mà diabòlica  (títol original: Idle Hands) és una pel·lícula de terror-comèdia americà dirigida per Rodman Flender i estrenada el 1999. Ha estat doblada al català.

## Argument
Al matí de Halloween, Anton es desperta i descobreix, després d'haver-se desplomat amb entusiasme davant de la televisió i haver buidat la nevera, que els seus pares han estat salvatgement assassinats. Flanquejat dels seus dos amics, Mick i Pnub, s'ha de rendir a l'evidència: podria ben bé ser l'autor de l'ona de crims atroços que colpeja els voltants.

## Repartiment
- Devon Sawa: Anton Tobias
- Seth Green: Mick
- Elden Henson: (Mark Lesser) Pnub
- Jessica Alba: Molly
- Vivica A. Fox: Debi LeCure
- Christopher Hart: La mà
- Jack Noseworthy: Randy
- Katie Wright: Tanya
- Sean Whalen: McMacy
- Fred Willard: Sr. Tobias (el pare d'Anton)
- Connie Ray: Sra. Tobias (la mare d'Anton)
- Steve Van Wormer: Curtis
- Kelly Mònaco: Tiffany
- Timothy Stack: Principal Tidwell
- Nicholas Sadler: Ruck
- Tom DeLonge: Nois del Fast food
- The Offspring: El grup

## Crítica
- Una comedieta adolescent, tan vulgar com tantes i tantes[3]
- La majoria de les escenes impliquen comèdia gore[4]